# Conor Gallagher
Conor John Gallagher (nascut el 6 de febrer de 2000) és un futbolista professional anglès que juga com a migcampista al club Atlètic de Madrid i a la selecció d'Anglaterra.
Començant la seva carrera amb el Chelsea, Gallagher va passar un temps cedit als clubs de l'EFL Championship Charlton Athletic, Swansea City i els clubs de la Premier League West Bromwich Albion i Crystal Palace, entre el 2019 i el 2022. Al Crystal Palace, Gallagher va ser nomenat Jugador de l'Any del club per a la temporada 2021-22 . Posteriorment va debutar amb el primer equip al Chelsea durant la temporada 2022-23 . El 2024, Gallagher es va incorporar al club de la Lliga Atlètic de Madrid.
Després de representar Anglaterra a diversos nivells juvenils, Gallagher va debutar amb la selecció sènior el novembre de 2021. Va ser membre de la selecció anglesa tant a la Copa del Món de la FIFA 2022 com a la UEFA Euro 2024.

## Primers anys
Gallagher va néixer a Epsom, Surrey, fill de Lee i Samantha Gallagher i és el més jove dels seus quatre fills. Va créixer a Great Bookham i va assistir a l'escola Howard of Effingham. Els seus germans grans, Jake, Josh i Dan, són futbolistes a nivell no lliga. La família de Gallagher és aficionat al Chelsea, i vivia a deu minuts amb cotxe del seu camp d'entrenament a Stoke d'Abernon.

## Carrera de club

### Chelsea

#### Carrera inicial

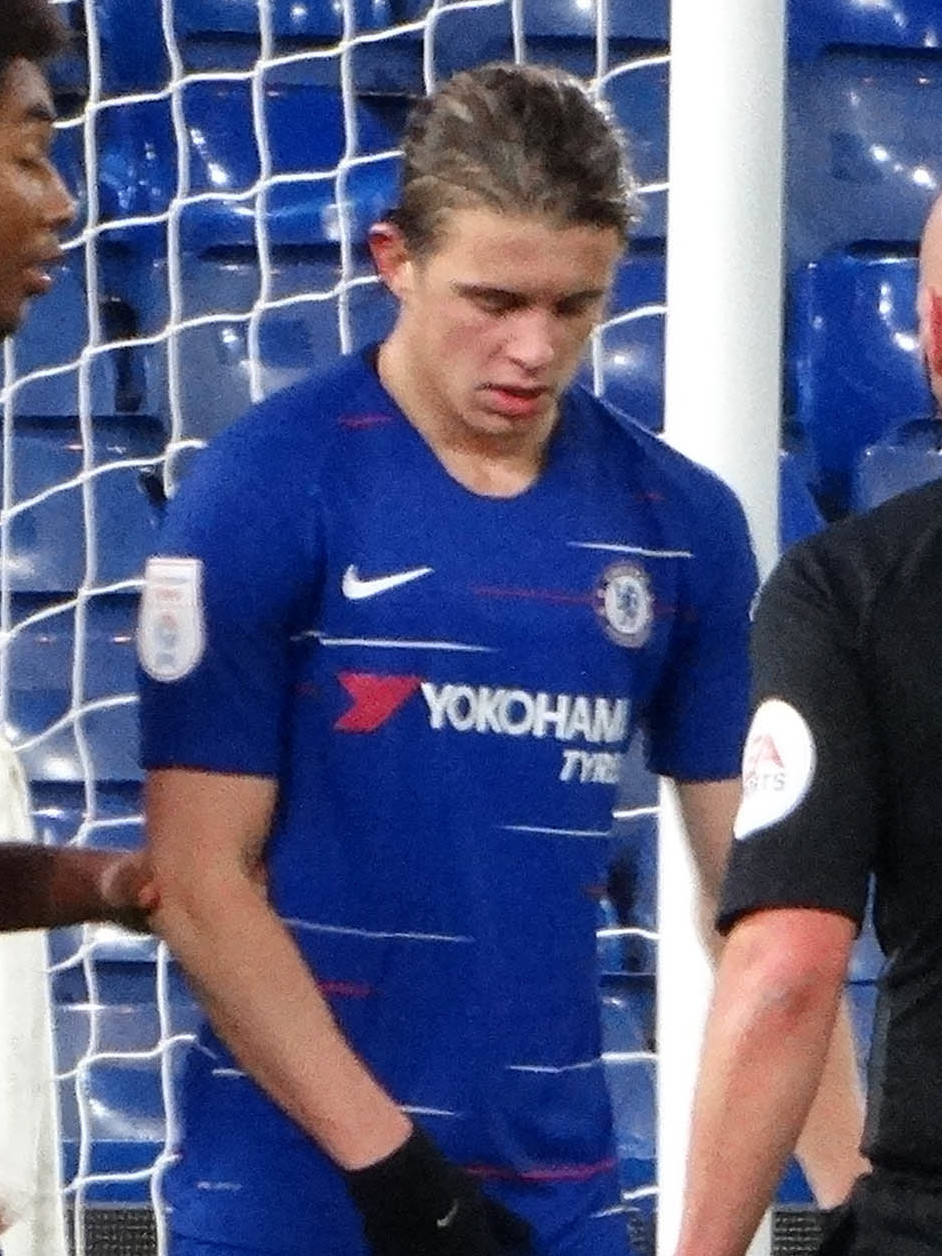
Gallagher jugant al Chelsea FC el 2018

Després de jugar als Epsom Eagles, Gallagher es va unir al Chelsea a l'edat de sis anys. L'octubre de 2018, va signar un nou contracte amb el Chelsea, contractant-lo amb el club fins al juny de 2021. Aquell any es va fer una cirurgia menor del cor. El maig de 2019, va ser un substitut no utilitzat a la final de la UEFA Europa League 2019 i va recollir una medalla de guanyador. Va ser guardonat com a Jugador de l'Any de l'Acadèmia del Chelsea per a la temporada 2018-19.

#### Temporada 2019-20: cessions al Charlton Athletic i al Swansea City
L'agost de 2019, Gallagher va signar un nou contracte de tres anys amb el Chelsea i es va traslladar cedit al club del campionat Charlton Athletic. Després del seu primer mes amb Charlton, en el qual va marcar tres gols en sis partits, va guanyar el premi EFL Young Player of the Month d'agost. El 14 de gener de 2020, Gallagher va ser retirat pel Chelsea.
El 15 de gener de 2020, l'endemà de deixar Charlton, Gallagher va fitxar pel club del campionat Swansea City cedit durant la resta de la temporada 2019-20. Durant la seva estada al Sud de Gal·les, Gallagher va formar part de l'equip de Swansea que va arribar a les semifinals del play-off del campionat, on va perdre per 3-2 davant el Brentford en conjunt. Més tard va dir que el seu pas al Swansea li va permetre ser més creatiu com a jugador.

#### Temporada 2020-21: cessió al West Bromwich Albion
El 17 de setembre de 2020, Gallagher va signar un nou contracte de cinc anys amb el Chelsea i es va unir a un altre club de la Premier League, West Bromwich Albion, cedit per a la temporada 2020-21. El 28 de novembre, Gallagher va marcar el seu primer gol a la Premier League i el seu primer gol amb el West Brom en una victòria a casa per 1-0 sobre el Sheffield United. El seu únic altre gol per al club va ser en una derrota a casa per 5-1 davant el futur club Crystal Palace el 6 de desembre.
Gallagher va ser nomenat Jugador Jove de la Temporada d'Albion, en què el club va acabar 19è a la Premier League i va descendir al Campionat.

#### Temporada 2021-22: cessió al Crystal Palace
El juliol de 2021, Gallagher va fitxar pel club de la Premier League Crystal Palace en préstec per a la temporada 2021-22. Va marcar dos gols en un empat 2-2 amb el West Ham United el 28 d'agost de 2021, els seus primers gols amb el Palace. Al novembre, Gallagher va ser sotmès a càntics homòfobs d'un grup de seguidors del Leeds United ; el club va emetre un comunicat que ho va condemnar. A principis de desembre, tenia sis gols i tres assistències per al Crystal Palace, la majoria de jugadors de la Premier League de 21 anys o menys. El 15 d'abril de 2022, el club matriu, el Chelsea, li va impedir jugar contra ells a la semifinal de la FA Cup; L'entrenador del Chelsea, Thomas Tuchel, es va disculpar per fer-ho. El Chelsea va derrotar al Palace per 2-0.

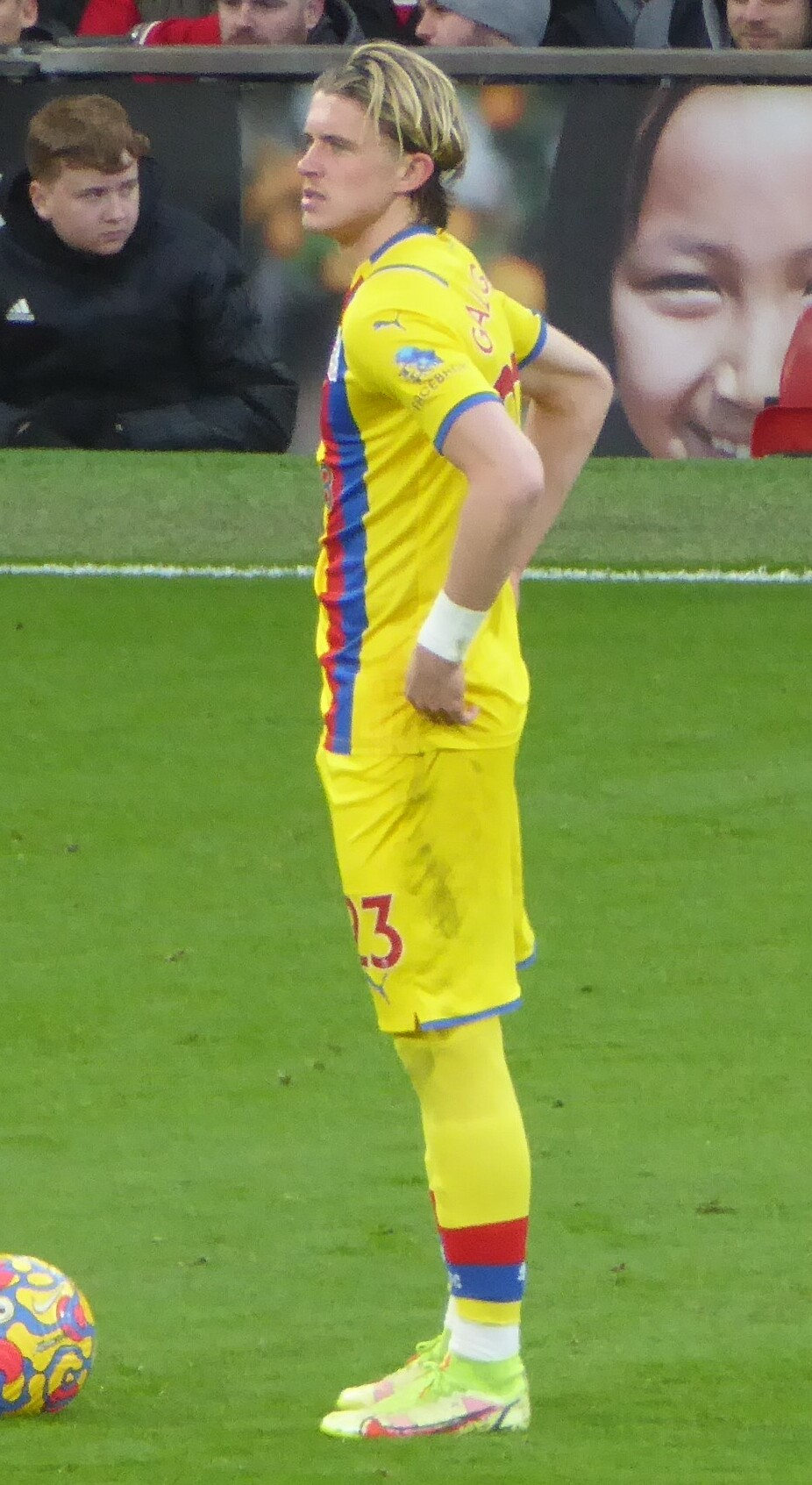
Gallagher jugant al Crystal Palace el 2021

Durant la seva temporada amb Palace, Gallagher va ser descrit pel Daily Telegraph com "un dels talents més vibrants de la Premier League" i "un jugador clau per a Patrick Vieira", que estava "prosper en el seu paper de caixa a caixa". Per les seves actuacions amb el club, més tard va ser nomenat Jugador de la Temporada de Crystal Palace.

#### Temporada 2022-23: tornada al Chelsea
El juliol de 2022, abans de la temporada 2022-23, Gallagher va dir que estava decidit a fer un gran avenç al primer equip al Chelsea.
El 6 d'agost de 2022, va debutar al Chelsea com a substitut en una victòria per 1-0 fora de casa contra l'Everton a la Premier League. Va fer la seva primera titularitat amb el club en una derrota fora de casa per 3-0 davant el Leeds United el 21 d'agost. En el següent partit, una victòria per 2-1 sobre el Leicester City a Stamford Bridge el 27 d'agost, va rebre la seva primera targeta vermella de la seva carrera per dues infraccions amonestats. El 14 de setembre, va debutar a la UEFA Champions League com a substitut al minut 81 de Mateo Kovačić en un empat 1-1 amb l'RB Salzburg a la fase de grups. L'1 d'octubre, Gallagher va marcar el seu primer gol amb el Chelsea, un guanyador al minut 90 en una victòria fora de casa per 2-1 sobre el seu antic club, el Crystal Palace.
El 2023, Gallagher va marcar més gols contra Brighton & Hove Albion a l'abril i Bournemouth al maig per acabar la seva primera temporada com a jugador del primer equip del Chelsea amb tres gols en 45 aparicions. El seu gol contra el Crystal Palace va ser guardonat posteriorment amb el gol de la temporada del Chelsea el 28 de maig.

#### Temporada 2023-24: Capitania i darrera temporada
Abans de la temporada 2023-24, el Chelsea va rebutjar una oferta per Gallagher del West Ham United.
El 31 d'agost de 2023, Gallagher va ser el capità del Chelsea per primera vegada, en una victòria de la Copa EFL per 2-1 sobre Wimbledon. Va ser el capità de l'equip per primera vegada en un partit de lliga el 17 de setembre quan el Chelsea va empatar 0-0 amb el Bournemouth. Gallagher va continuar exercint regularment com a capità durant tota la temporada enmig de les lesions del capità habitual Reece James i del vicecapità Ben Chilwell.
El 7 de febrer de 2024, va marcar el seu primer gol de la temporada en una victòria a la quarta ronda de la Copa FA a l'Aston Villa. En el següent partit, va marcar els seus dos primers gols de la Premier League de la temporada en una victòria a domicili per 3-1 sobre el seu antic club el Crystal Palace el 12 de febrer. El 25 de febrer, va ser a l'alineació titular del Chelsea per a la final de la Copa EFL 2024 contra el Liverpool a Wembley. Va jugar els 90 minuts complets del temps regular i altres set minuts de la pròrroga abans de ser substituït per Noni Madueke en la derrota final de l'equip per 1-0. Va marcar el seu primer gol a casa de la temporada al cinquè minut de la victòria per 4-3 contra el Manchester United el 4 d'abril.

### Atlètic de Madrid
Al final de la temporada 2023-24, es va informar que Gallagher podria deixar el Chelsea. Abans de l'Eurocopa 2024, Gallagher va insistir que se centrava en el torneig més que en el futur del seu club. El juliol de 2024, el Chelsea va entablar converses amb el club espanyol Atlético de Madrid sobre un possible traspàs, i més tard va acceptar una oferta de traspàs. Després que li van dir que no seria titular habitual amb el nou entrenador del Chelsea Enzo Maresca, més tard va acceptar el trasllat.
La transferència es va estancar més tard, i Gallagher va començar a entrenar fora del primer equip del Chelsea. No obstant això, més tard aquell mes, la transferència potencial es va tornar a activar, amb João Félix movent-se en l'altra direcció com a part de l'acord.
El 21 d'agost de 2024, l'Atlètic de Madrid va anunciar que havia fitxat Gallagher amb un contracte de cinc anys. The Guardian va informar que la quota de transferència era d'uns 34 milions de lliures. El traspàs va tenir reaccions contradictòries per part dels aficionats del Chelsea.
Gallagher va debutar oficialment amb l'Atlètic com a substitut al minut 58 de Rodrigo Riquelme en el partit inaugural de la temporada 2024-25 de l' equip contra el Girona a l'Estadio Metropolitano el 25 d'agost. Va marcar el primer gol en una victòria per 3-0 contra el València el 15 de setembre, convertint-se en el primer anglès a marcar un gol de lliga per al club. Les seves primeres actuacions a l'Atlètic van ser elogiades, i la BBC el va descriure com "un èxit sense qualificacions fins ara".
El 12 de març de 2025, Gallagher va marcar el seu primer gol a la Lliga de Campions de la UEFA al minut inicial del partit de tornada del partit de vuitens de final contra el Reial Madrid per empènyer el global a 2-2 i forçar la pròrroga.

## Carrera internacional
L'herència familiar de Gallagher va significar que era elegible per jugar a Anglaterra, Escòcia o la República d'Irlanda fins que va fer una aparició competitiva per a qualsevol de nivell sènior. Va representar Anglaterra als nivells juvenils sub-17, sub-18, sub-19 i sub-20, guanyant la Copa del Món Sub-17 de la FIFA 2017 a l'Índia.
El 8 d'octubre de 2019, Gallagher va rebre la seva primera convocatòria a la selecció anglesa sub-21 i va debutar l'11 d'octubre com a substitut durant l'empat 2-2 contra Eslovènia a Maribor.
El 14 de novembre de 2021, va rebre la seva primera convocatòria a l'equip sènior d'Anglaterra. L'endemà, va aconseguir la seva primera selecció, entrant com a substitut a la mitja part en la victòria d'Anglaterra per 10-0 contra San Marino. Va fer la seva primera sortida en una victòria amistós per 2-1 contra Suïssa el 26 de març de 2022, assistint a un gol de Luke Shaw.
El novembre de 2022, va ser nomenat a la selecció anglesa per a la Copa del Món de la FIFA 2022 a Qatar on va ser un substitut no utilitzat en els cinc partits de l'equip.
El juny de 2024, va ser nomenat a la selecció anglesa de 26 jugadors per a la UEFA Euro 2024. En el partit inaugural de l'equip contra Sèrbia, va debutar al torneig com a substitut al minut 69 de Trent Alexander-Arnold, ja que Anglaterra va guanyar 1-0 per arribar al primer lloc del Grup C. Després de substituir Alexander-Arnold al minut 54 del segon partit contra Dinamarca, Gallagher va fer la seva primera sortida del torneig en un empat 0-0 amb Eslovènia, jugant la primera part abans de ser substituït per Kobbie Mainoo a la mitja part. Va continuar jugant com a substitut contra Eslovàquia als vuitens de final i els Països Baixos a les semifinals, ja que Anglaterra va acabar subcampiona per segon Campionat d'Europa de la UEFA consecutiu.
Gallagher va marcar el seu primer gol internacional el 17 de novembre de 2024 durant la victòria per 5-0 de la UEFA Nations League contra la República d'Irlanda.

## Estil de joc
Gallagher ha dit que "la seva millor posició és com a migcampista de caixa a caixa […] Puc jugar més profund i també puc jugar a l'atac", i va ser descrit per Lee Bowyer, el seu gerent a Charlton en aquell moment, com "un migcampista integral. El seu ritme de treball és irreal, posa el peu en les entrades i també pot veure una passada". Patrick Vieira va comparar l'estil de joc de Gallagher amb el dels antics jugadors Ray Parlor i Frank Lampard, que va ser l'ídol de Gallagher mentre creixia.

## Palmarès
Chelsea
- UEFA Europa League: 2018–19[78]
- Subcampió de la Copa EFL: 2023–24[79]

Anglaterra sub-17
- Copa del Món Sub-17 de la FIFA: 2017[80]

Anglaterra
- Subcampió d'Europa de la UEFA: 2024[81]

Individual
- Jugador de l'any del Chelsea Academy : 2018-19[82]
- Jugador jove del mes de l'EFL : agost de 2019[8][9]
- Jugador de l'any de Crystal Palace : 2021–22[83]
- Gol de la temporada del Chelsea : 2022–23[39]